# Sai On
Sai On (蔡温) (1682–1761), o Cai Wen en chino, también conocido como Gushi-chan Bunjaku (具志頭文若  lit. Bunjaku, jefe de Gushi), fue un oficial erudito-burocrático del Reino de Ryūkyū, sirvió como regente, instructor y asesor del rey Shō Kei. Es famoso por las numerosas reformas que inició y supervisó, y se encuentra entre las figuras más famosas de la historia de Okinawa. Editó Chūzan Seifu, una reescritura de Chūzan Seikan por su padre Sai Taku.

## Vida y carrera
Sai On nació en Kumemura, una aldea dentro de la principal ciudad portuaria de Naha, que sirvió como el principal centro de aprendizaje clásico chino en Okinawa, y la fuente de la gran mayoría de los burócratas eruditos que se criaron para servir en la administración del reino. Su padre también había sido un erudito burócrata de Kumemura, educado en los clásicos confucianos, y había servido en varias misiones de tributo en China. El padre de Sai On escribió Chūzan Seifu reescribiendo el Chūzan Seikan en 1701. A diferencia del Chūzan Seikan, que fue escrito en japonés Kanbun, Chūzan Seifu está escrito en chino clásico. Sai On editó Chūzan Seifu en 1724, y se cree que esto le dio a la obra un punto de vista pro-chino.
A la edad de 27 años, Sai On viajó a Guangzhou en China, donde estudió economía, geografía y administración política junto con los clásicos chinos más tradicionales. Al regresar de China, Sai On fue nombrado instructor del príncipe heredero; tras el acceso del príncipe al trono como rey Shō Kei en 1713, Sai On fue elevado de posición y poder, y dirigió la misión de investidura en China en 1716. En 1728, se convirtió en miembro del Sanshikan, el Consejo de los tres principales asesores reales. Aunque Sai On no era de sangre real y por eso no podía ser Sessei —una denominación que el historiador George Kerr traduce como «primer ministro»—, se llevaron a cabo reorganizaciones dentro del gobierno permitiendo a Sai una amplia autoridad y poderes. Bajo su dirección, se implementaron varias reformas agrarias, que incluyen la recuperación de tierras para la agricultura, la reubicación y el establecimiento de asentamientos, el riego, el control de inundaciones y la plantación de árboles.  En una serie de reformas muy similares a las implementadas en Japón en la misma época, se aplicaron limitaciones estrictas a los agricultores que se mudaban a las ciudades y la cantidad de trabajo artesanal, como la carpintería y la metalurgia, a los que no se les permitió acceder Por lo tanto, la producción agrícola se intensificó y se hizo más eficiente, mientras que los artesanos se centraron en las ciudades gemelas de Naha y Shuri. En unos pocos años desde el comienzo de la implementación de las reformas económicas de Sai On y los proyectos de construcción, recuperación y conservación, el reino estaba produciendo más que nunca.
Además, los anji, señores hereditarios de territorios en todo el reino, recibieron subvenciones del gobierno en forma de arroz, comenzando en 1723. Esto los unió más cerca del gobierno central y también resguardó en cierta medida su bienestar económico, ya que ya no necesitarían depender únicamente de la herencia por su riqueza relativa. Los aristócratas también fueron alentados a convertirse en artesanos, sin pérdida de rango o estatus judicial, y en 1734, se eliminaron los impuestos a los artesanos en las ciudades, lo que fomentó aún más la expansión de la producción artesanal. Además, se introdujeron varias formas de reconocimiento oficial del gobierno para artesanos, artistas e intérpretes ejemplares.

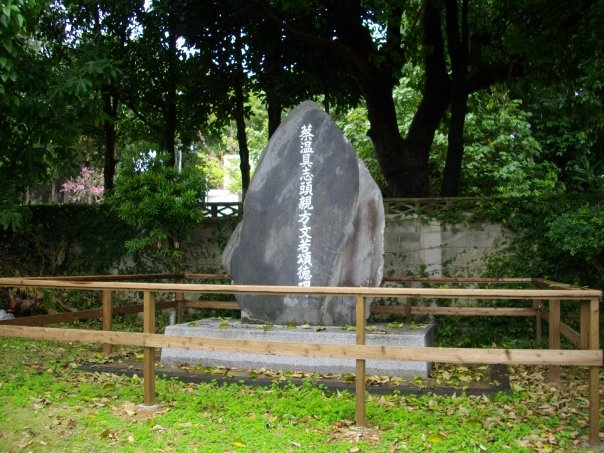
Estela dedicada a Sai On, en Shiseibyō templo confuciano en Naha.

La demanda de madera de Okinawa superó la capacidad de los bosques para renovarse por sí solos, naturalmente, y la combinación de la deforestación y el clima lluvioso, incluidas las temporadas regulares de tifón, provocaron erosiones extensas y deslizamientos de tierra. Sai On es particularmente conocido por los esfuerzos de conservación forestal y de suelos emprendidos bajo su dirección para combatir estos problemas. Árboles y secciones de bosque en particular a lo largo de las islas todavía hoy se llaman "pinos Sai" (蔡 温 Sai On Matsu; 蔡 温 並 Sai On Namiki), y sus ensayos sobre el tema de la silvicultura y la conservación permanecieron tan valorados que la Administración Civil estadounidense de las Islas Ryukyu los tradujo, publicó y los distribuyó en el extranjero en 1952. Además de estos ensayos, Sai On realizó otros varios documentos, incluido un manual para funcionarios administrativos en las provincias, titulado Yomui-kan, y Ryokōnin Kokoroe (旅行 人 心得), o "Consejos de viajeros", una guía para los habitantes de Okinawa en el extranjero, para ayudar a los chinos a entender la relación entre Okinawa y el dominio de Satsuma de Japón.

Una facción rival del gobierno se levantó contra Sai On en 1734, acusándolo de ser demasiado pro-chino, liderado por un par de eruditos-burócratas, Heshikiya Chōbin y Tomoyose Anjō. Antes de que cualquier complot contra Sai On pudiera ser ejecutado, sin embargo, Chōbin y otros catorce fueron arrestados y ejecutados.
Sai On se retiró de su puesto ministerial en 1752, un año después de la muerte de Shō Kei, pero permaneció influyente hasta su propia muerte a la edad de 79 años en 1761.